# Dwór Ungru
Dwór Ungru (est. Ungru mõis) – dwór rodziny von Ungern-Sternberg zbudowany na zachód od Haapsalu, w okolicach wsi Kiltsi, gmina Ridala. W 1998 roku obiekt został wpisany na listę narodowych zabytków Estonii pod numerem 15589. Położony jest pomiędzy drogą nr 9 biegnącą z Haapsalu do portu w Rohuküla a nieczynnym wojskowym lotniskiem Kiltsi.
Ruiny dworu uznawane są za jeden z najważniejszych przykładów neobaroku w Estonii. Budowa została rozpoczęta w 1893 roku przez rodzinę von Ungern-Sternberg. Budynek był wzorowany na zamku z Merseburga w Saksonii-Anhalt, według projektu P. Subanejeva i  E. Schwartsa. Budynek nigdy nie został ukończony. A od lat czterdziestych XX wieku popadł w ruinę i nigdy nie został odbudowany. W 1939 roku po zgodzie Estonii na stacjonowanie na jej terytorium wojsk radzieckich, w pobliżu dworu rozpoczęto budowę lotniska wojskowego Kiltsi. Po zajęciu Estonii przez ZSRR w 1944 roku, lotnisko zostało rozbudowane i funkcjonowało do 1956 roku. W 1968 roku zapadła decyzja o ponownym otwarciu lotniska, i wówczas to rosyjski dowódca obiektu, nakazał użycie materiału z ruin dworu, w celu załatania dziur w pasie startowym. Spowodowało to zniszczenie około jednej trzeciej budynku. Na szczęście od momentu zburzenia części budynku przez Armię Radziecką, w końcu lat sześćdziesiątych XX w., obiekt nie uległ dalszej dewastacji, oprócz naturalnej erozji.